# Blomstertorget
Blomstertorget är ett torg i stadsdelen Olskroken i Göteborg. Torget är numrerat 1-2 med fastighetsbeteckningarna Olskroken 35:13 och 35:19 och består av en öppen, asfalterad yta med parkeringsrutor.
Torget fick sitt namn år 2000 efter partihandelområdet där det är beläget. Det är cirka 5 300 kvadratmeter stort och sträcker sig mellan Blomstergatan och Grönsaksgatan.
Området för torget tillhörde Stora Olskroken ända fram på 1920-talet, och var då fortfarande helt obebyggt.